# Бугимен 2
«Бугимен 2» (англ. Boogeyman 2) — американский фильм ужасов режиссёра Джеффа Бетанкорта, снятого по сценарию Брайана Сива. Продолжение фильма-ужасов «Бугимен», в большинстве стран вышел сразу на DVD.

## Сюжет
Фильм рассказывает о молодой женщине по имени Лора Портер, страдающей боязнью мистического демона-призрака Бугимена, который приходит к ней по ночам и пытается убить. Когда её брат Генри и она были детьми, они видели, как убили их родителей, и с тех пор верили, что это дело рук монстра.
Пытаясь справиться со своей фобией, она проходит лечение в психиатрической больнице, где до неё уже успешно прошёл лечение Генри. Там Лора знакомится с пациентами из своей группы: Марк страдает боязнью темноты, Пол — боязнью микробов, Элисон и Даррен — боязнью общественного мнения, доктор Джессика Райан — клаустрофобией, а Никки боится набрать вес.
Все смеются над фобией Лоры, но вскоре все начинают умирать — их убивает Бугимен, используя их страхи.

## В ролях
| Актёр           | Роль                   |
| --------------- | ---------------------- |
| Даниэль Савре   | Лора Портер            |
| Мэтт Коэн       | Генри Портер           |
| Крисси Гриффит  | Никки                  |
| Майкл Грациадей | Даррен                 |
| Мэй Уитман      | Элисон                 |
| Рене О’Коннор   | Доктор Джессика Райан  |
| Тобин Белл      | Доктор Митчел Аллен    |
| Джонни Симмонс  | Пол                    |
| Дэвид Галлахер  | Марк                   |
| Лесли Маргерита | Медсестра Глория       |
| Том Ленк        | Санитар Перри          |
| Сэмми Хэнрэтти  | Лора Портер в детстве  |
| Джаррод Бэйли   | Генри Портер в детстве |
| Лукас Фляйшер   | Мистер Портер          |
| Сьюзан Джэмисон | Миссис Портер          |
| Кристофер Филдз | Детектив               |

## История создания
Первой из актёрского состава, утверждённой на роль, была Рене О’Коннор, сыгравшая Джессику Райан. В середине января 2007 года главную женскую роль получила Даниэль Савре, а в марте Мэтт Коэн получил роль её брата. В феврале звезда серии фильмов «Пила» Тобин Белл получил роль психиатра Митчелла Аллена.